# Кононенко, Юрий Ильич
Ю́рий Ильи́ч Кононе́нко (1938—1995) — русский советский художник, сценограф, керамист, график. Его работы находятся во многих государственных и частных собраниях (Россия, США, Япония, Великобритания, ФРГ, Франция, Канада, Австрия, Дания, Финляндия, Венесуэла, Австралия, Югославия). Заслуженный художник Российской Федерации (1994).

## Биография
Юрий Кононенко родился в Иркутске. Отец его, Витенсон Илья Абрамович, работал в то время военным корреспондентом, а мать, Кононенко Надежда Саввична, работала учительницей русского языка.
В 1945—1947 годы семья жила в Монголии, после чего переехала в Читу. Жизнь в Сибири сильно повлияла на творчество Юрия Кононенко. Персонажи, колорит, настроение работ, пластика спектаклей происхождением своим обязаны прежде всего детским впечатлениям и переживаниям полученным на Востоке.
Вот что пишет об этом сам Кононенко:
«Сибирь, как я её помню по детству, — земли много, а людей мало. Один человек, второй человек — расстояние между ними большое, грязь непролазная. Они глядят вдаль, вопрошают, как сфинксы, ветер уносит слова. Вопрос — ответ происходит руками, движением корпуса. Отсюда возникают не портреты, а „лики“ на моих холстах, отсюда возникает молчаливый вопрос и взгляд „ликов“, обращенный к зрителю и внутрь себя.

По Байкалу плывет лодка-баркас. Ветер, вода ледяная. Перевернешься — конец. Люди в лодке давно знают друг друга, но за всю дорогу не произносят ни слова. Лица напряжены, они молча надеются.

Бог далеко, а талисман рядом. У охотника в тайге на поясе — клык медведя, а у меня — талисман из бумаги».
Юрий Кононенко, Москва,17 апреля 1995 г.
В 1956 году, после окончания художественной школы в Чите, Кононенко переезжает в Иркутск. В Иркутском политехническом институте получает специальность инженера-строителя. Именно в институте он знакомится с Юрием Погребничко, будущим театральным режиссёром, в союзе с которым впоследствии будет работать до конца жизни.
В 1963 году поступает в Ленинградский государственный институт театра, музыки и кинематографии, на декоративно-постановочный факультет, в класс Николая Павловича Акимова. Ученичество у знаменитого учителя продолжалось недолго, Акимов ушёл из института, а вслед за ним ушёл и Кононенко.

Вообще среди известных деятелей искусства своими главными учителями Ю. Кононенко называл Н. П. Акимова, иркутского писателя и драматурга П. Г. Маляревского (Сталинская премия третьей степени за пьесу «Канун грозы») и В. А. Фаворского.
С 1964 год жил в Новосибирске. Начинается его профессиональная деятельность в качестве театрального художника-постановщика («Бел-горюч камень», Н. Метальников, Новосибирский областной театр кукол, режиссёр Г. Кудрявцев, 1964).
В 1965 году переезжает в Новосибирский Академгородок. В течение последующих лет Ю. Кононенко работал инженером по технической эстетике, художником театра кукол, руководил изостудией физико-математической школы, преподавал в детской художественной школе, сотрудничал с профессиональными и самодеятельными драматическими коллективами, принимал участие в областных и зональных выставках художников. Это послужной список, а между строками этого перечня поездки по древностям Руси, изучение и постижение ремесла, сотни листов, картонов с рисунками и этюдами, многочасовые сеансы у мольберта, то есть обыденный труд художника.
Именно в Академгородке окончательно формируется самобытный стиль художника.
По словам Н. Барановой и Н. Лаевской в Академгородке Юрием Кононенко была «основана художественная школа, где помимо художников занимались творчеством и многие ученые, студенты и аспиранты университета. Благодаря незаурядным творческим и личностным особенностям Ю. И. Кононенко, эта школа стала островком высокого интеллектуального единения многих представителей творческой и научной интеллигенции Новосибирского Академгородка того времени. Это было время так называемой „оттепели“, и в культурном пространстве Академгородка ею как можно более полно пользовались. Именно здесь прошли первая персональная выставка П. Филонова, выставка молодого М. Шемякина, выставка Р. Фалька; первый фестиваль бардов в СССР, первые джазовые фестивали. Юрий Кононенко был одним из тех, кто своей личностью и самим фактом своей жизни способствовал созданию здесь особой атмосферы, особого культурного пространства, когда на фоне всех существовавших проблем здесь дышалось всё же намного легче, чем где-либо ещё в нашей стране того времени» (Н. Баранова, Г. Лаевская, предисловие к сборнику текстов, посвященных 60-летию со дня рождения художника).
В 1966 году выступил художником-постановщиком первого совместного профессионального спектакля с Ю. Н. Погребничко («Приключения Витторио» А. Зака и И. Кузнецова. Московский театр юного зрителя, режиссёр Ю. Погребничко, 1966).
1969 год

Состоялась первая персональная выставка (Дом ученых Академгородка, Новосибирск)
1970 год
После истории с «несанкционированным» написанием портрета В. И. Ленина, получившей неоднозначную оценку со стороны Областного комитета Комсомола г. Новосибирска, Ю. Кононенко переезжает в Москву. В Москве он работает до конца жизни. Занимается станковой графикой, живописью, пишет тексты и создает свой вариант «видеоарта», который сам называет кино-театр.
Помимо этого Ю. Кононенко работал с режиссёрами в Малом театре, в Театре на Таганке, в Театре им. Моссовета, хотя основная часть его театральной деятельности по прежнему была связана с театром Ю. Погребничко — Московским театром на Красной Пресне (около Дома Станиславского), где он работал в должности «главного художника».
В 1974 году вступил в члены Союза художников СССР. Вступление в союз дает Ю. Кононенко возможность ездить в дома творчества, где он обретает новых друзей и вдохновение для создания многих серий работ (Паланга). В самой столице Ю. Кононенко работалось «плохо», как он пишет в биографических текстах.
Зрелые работы Ю. Кононенко того периода не поддаются жесткой категоризации и каталогизации. Творчество Ю. Кононенко сложно соотнести с каким либо определённым направлением в искусстве того времени, оно «изначально существует как будто по краю, только по касательной соединяясь с неофициальной художественной историей 1960—1980-х гг., отстраненное от полюсов московской жизни с концептуализмом, соц-артом, мистическими сеансами Шварцмана, теориями Вейсберга…» (Е. Иноземцева, 2009).
1978 год
Году проходит важная для художника выставка в Тбилиси.
В 1994 году присвоено звание «Заслуженный художник Российской Федерации».
Умер в 1995 году после продолжительной болезни, похоронен на Кунцевском кладбище в Москве.

В 2002 году Кононенко была присуждена (посмертно) Государственная премия Российской Федерации за театральную деятельность.

## Основные выставки

### Персональные
1969 — Дом учёных Академгородка, Новосибирск
1978 — Дом Актёра, ВТО, Тбилиси
1981 — Редакция журнала «Декоративное искусство СССР», Москва
1984 — Центральный дом работников искусств, Ленинград
1985 — Дом учёных, Черноголовка
1986 — Дом учёных Академгородка, Новосибирск
1987 — Издательство «Молодая гвардия», Москва
1988 — Выставка МОСХа, Дом актёра, Москва
1990 — Галерея «Russ», Хельсинки, Финляндия
1993 — Галерея «Art Modern», Москва
1994 — Галерея «AD & T», Люцерн, Швейцария
1995 — Галерея «Пан-Дан», ЦДХ, Москва
1995 — «Тверьуниверсалбанк», Тверь
1995 — Галерея русского посольства, Таллин, Эстония
1997 — ABN AMRO Bank, Москва

### Групповые (с конца 80-х годов)
1987 — 1-я выставка объединения «Эрмитаж», Москва
1988 — «Новая графика», Центр современного искусства, ЦДХ, Москва
1989 — «Наш Чехов», галерея «Am Fishmarkt», Эрфурт, Германия; театр «Argentino», Рим, Италия
1989 — Первый аукцион советских художников, Музейно-галерейный центр, Загреб, Югославия
1990—1994 — Из собрания галереи «Art Modern»: Цюрих, Швейцария; Стамбул, Турция; Мадрид, Испания; Лондон, Великобритания
1991 — Современное советское искусство, «Century gallery», Лондон
1992 — Галерея «Raissa», Эрфурт, Германия
1992 — «Натюрморт конца XX века…», галерея «Московская палитра», Москва; Берлин, Германия
1992 — «Натюрморт: музей и мастерская», выставочный зал «Ковчег», Москва
1993 — «Артмиф III», Манеж, аукцион, Москва
1994 — «„Московская палитра“ — музею Альбертина», Москва
1995 — Выставка графики галереи «Вместе», ЦДХ, Москва
1996 — «Галереи в галерее», Ассоциация московских галерей, ГТГ, Москва
1996 — «Post Art Modern», ЦДХ, Москва
1996 — Московская художественная ярмарка «Арт Москва», ЦДХ, Москва
1997 — «Русское искусство второй половины XX века», объединение «Магнум Арс», Академия художеств, Москва
1997 — «Art Manege» — 97, Международная художественная ярмарка, Манеж, Москва
1998 — «Итоги сезонов 1992—1997», Малый манеж, Москва
Работы Юрия Кононенко находятся в собраниях:
- Государственной Третьяковской галереи (Москва),
- Государственного музея изобразительных искусств (Тбилиси),
- Государственного музея театрального и музыкального искусств (Санкт-Петербург),
- Государственного театрального музея им. Бахрушина (Москва),
- Театрального музея им. А. Н. Островского (Щелыково),
- Картинной галереи города Новосибирска,
- Музейно-галерейного центра в Загребе (Хорватия),
- Института русской культуры в Мадриде (Испания),
- Музея современного искусства «Luisiana» в Копенгагене (Дания),

а также в частных коллекциях в России и за рубежом.

## Основные спектакли
- «Бел-горюч камень», Н. Метальников, Новосибирский областной театр кукол, режиссёр Г. Кудрявцев, 1964
- «Приключения Витторио», А. Г. Зак и И. К. Кузнецов, Московский театр юного зрителя, режиссёр Ю. Погребничко, 1966
- «Старший сын», А. Вампилов
  - Новокузнецкий драматический театр им. С. Орджоникидзе, режиссёр Ю. Погребничко, 1970
  - Московский театр драмы и комедии на Таганке, режиссёр Ю. Погребничко, 1982
  - Камчатский областной драматический театр, Петропавловск-Камчатский, режиссёр Ю. Погребничко, 1985
- «Я играю на танцах и похоронах…», по пьесе А. Вампилова «Старший сын», Московский театр на Красной Пресне, режиссёр Ю. Погребничко, 1988
- «Мышеловка», А. Кристи, Новокузнецкий драматический театр им. С. Орджоникидзе, режиссёр Ю. Погребничко, 1970
- «Три мушкетера», А. Дюма
  - Новокузнецкий драматический театр им. С. Орджоникидзе, режиссёр Ю. Погребничко, 1970
  - Красноярский краевой театр юного зрителя им. Ленинского комсомола, режиссёр Ю. Погребничко, 1972
  - Московский театр на Красной Пресне, режиссёр Ю. Погребничко, 1994
- «Бешеные деньги», А. Н. Островский, Брянский областной драматический театр, режиссёр Ю. Погребничко, 1973 (диплом II степени на Всесоюзном фестивале А. Островского)
- «Вечерний свет», А. Н. Арбузов, Государственный академический Малый театр Союза ССР, Москва, режиссёр Л. Хейфиц, 1975
- «Прикосновение», Р. Ибрагимбеков
  - Государственный академический театр им. Моссовета, Москва, режиссёр Б. Щедрин, 1976
  - Молодёжный театр, София, Болгария, режиссёр Б. Щедрин, 1977
- «Дом на песке», Р. Ибрагимбеков
  - Государственный академический театр им. Моссовета, Москва, режиссёр Б. Щедрин, 1977
  - Молодёжный театр, София, Болгария, режиссёр Б. Щедрин, 1977
- «Не сошлись характерами», А. Н. Островский, Литературно-драматический театр ВТО, Москва, режиссёр Ю. Погребничко, 1977
- «Прощание в июне», А. Вампилов, Владимирский областной драматический театр имени Луначарского, режиссёр Ю. Погребничко, 1978
- «Три сестры», А. П. Чехов
  - Московский театр драмы и комедии на Таганке, режиссёр Ю. Любимов, Ю. Погребничко, 1981
  - Московский театр на Красной Пресне, режиссёр Ю. Погребничко, 1991
- «Чиж и ёж», Е. Ратинер, Московский театр миниатюр, режиссёр М. Левитин, 1986
- «Лес», А. Н. Островский, Камчатский областной драматический театр, Петропавловск-Камчатский, режиссёр Ю. Погребничко, 1987 (диплом II степени на Всесоюзном фестивале А. Островского)
- «Нужна трагическая актриса», по пьесе А. Островского «Лес», Московский театр на Красной Пресне, режиссёр Ю. Погребничко, 1989
- «Отчего застрелился Константин», по пьесе А. П. Чехова «Чайка», Московский театр на Красной Пресне, режиссёр Ю. Погребничко, 1987
- «Чайка», А. П. Чехов, новая редакция, Московский театр по Красной Пресне, режиссёр Ю. Погребничко, 1993
- «Сторож», Г. Пинтер, Московский театр на Красной Пресне, режиссёры Г. Залкинд, Ю. Погребничко, Л. Загорская, 1988
- «Вчера наступило внезапно… или Прощай, Битлз!..», на сюжет историй А. Милна о Винни-Пухе, Московский театр на Красной Пресне, режиссёр Ю. Погребничко, 1990 (приз московской критики «Лучший спектакль сезона 89/90»)
- «Русская тоска» (ностальгическое кабаре), Московский театр ОКОЛО дома Станиславского[1], режиссёр Ю. Погребничко, 1994 (первый приз Театрального фестиваля в Эдинбурге, 1997)
- «Трагедия о Гамлете, принце Датском», Шекспир, Московский театр ОКОЛО дома Станиславского, режиссёр Ю. Погребничко, 1996
- «Вишнёвый сад», А. П. Чехов, Московский театр ОКОЛО дома Станиславского, режиссёр Ю. Погребничко, 1997

Спектакли, поставленные в театре на Красной Пресне с 1987 года, неоднократно показывались на международных театральных фестивалях и гастролях в Бельгии, Великобритании, Германии, Голландии, Италии, Канаде, Польше, Франции, Швейцарии и Югославии.

## Основные публикации

### Альбомы
- Ю. Кононенко. Дания, 1989
- Юрий Кононенко. Хельсинки, галерея «Рус», 1991
- Yuri Kononenko. Helsinki, 1991, galleria Russ

### Каталоги
- Юрий Кононенко. Москва, 1988
- «Наш Чехов», Внешторгиздат, Москва, 1989
- «Our Chekhov». An exhibition of Sketches and models to A.P.Chekhov’s Plays by Soviet Stage designers, Moscow, USSR, 1989
- «10 советских художников». Музейно-галерейный центр, Загреб, Югославия, 1989
- «10 soviet painters». Exhibition Catalogue. Museum and Gallery Center, Zagreb, 1989
- «The storm collection». Century Gallery, London, 1991
- «Знаете ли вы эти имена?», галерея «Раисса», Эрфурт, Германия, 1992
- «Kennen sie diese namen?». Gallerie «Raissa», Erfurt, 1992
- "Русские художники в галерее «Раисса», Эрфурт, Германия, 1993
- "Kunstper ruslands in der gallerie «Raissa», Erfurt/Thuringen, 1993
- «Рисунки из России». Галерея «Московская палитра», Россия. Музей Альбертина, Австрия. Издательство «Четыре искусства», Москва, 1994
- «Живопись и графика художников СССР. Шестидесятые — восьмидесятые годы». Каталог коллекции фирмы «Маркон». Издательство «Четыре искусства», Москва, 1994
- "Юрий Кононенко. Каталог выставки в галерее «АД и Т», Люцерн, Швейцария, 1994
- Yuri Kononenko. Agentur AD & T, Luzern, November 1994
- Юрий Кононенко, Татьяна Ян. ABN AMRO Bank представляет, Голландия, 1996
- Yuri Kononenko, Tatyana Yang. ABN AMRO Bank presents, Holland, 1996
- Галереи в галерее, ГТГ и АМОГ, Москва, 1996
- «Ной», № 17, армяно-еврейский вестник. Ю. Кононенко. «О себе», «Надписи на работах». В. Варжапетян. «Потеря», Москва, 1996
- Международная художественная ярмарка «Искусство XX века». Art Manege, Москва, 1997

### Журналы, сборники
- «Советские художники театра и кино — 1976», сб., Москва, 1977
- «Художник, сцена», сб., Советский художник, Москва, 1978
- «Советские художники театра и кино — 1977—1978», сб., Москва, 1979
- «Искусство», № 2, София, 1983
- «Декоративное искусство СССР», № 6, 1989. И. Уварова «На вешалке крылья не мять»
- Сильвия Хочфилд, «Советское искусство. Новая свобода, новые направления», журнал Art News, октябрь 1987, США
- Sylvia Hochfield, «Soviet Art. New freedom, new directions», «Art news», October 1987, USA
- «Мы и культура сегодня», № 6, 1991, Свердловск. К. Мамаев. «Заставить по собственному желанию для общей пользы»
- «Человек», № 3, 6, 1992, Москва. Н. Борисова, «Любовь к движению, которое теперь…»
- «Новое время», № 14, апрель 1995, Москва, Л. Лернер, «Нью-Йорк — Лондон — Москва — провинция»
- «Театральная жизнь», № 2 и № 4 1996, Москва

### Телевидение
- 1986 — Документальный фильм о творчестве Ю. Кононенко, Новосибирское телевидение
- 1992 — Программа «Фрак народа», посвящённая Ю. Кононенко, автор В. Оренов, Российское телевидение
- 1995 — Программа «НЮ», посвящённая творчеству Башлыкова, Брусиловского, Кононенко, автор А. Плахов, Российское телевидение
- 1996 — Программа, посвящённая творчеству Ю. Кононенко, Новосибирское телевидение